# Yabby You
 (février 2021).
Si vous disposez d'ouvrages ou d'articles de référence ou si vous connaissez des sites web de qualité traitant du thème abordé ici, merci de compléter l'article en donnant les références utiles à sa vérifiabilité et en les liant à la section « Notes et références ».
Yabby You (de son vrai nom Vivian Jackson, connu aussi comme Jesus Dread ou Youth I-An) est un chanteur et producteur de reggae jamaïcain né le 14 août 1946 dans le ghetto de Waterhouse à Kingston (Jamaïque) et mort le 12 janvier 2010 à Clarendon (Jamaïque).
Son œuvre, produite dans la seconde moitié des années 1970 pour la majorité, est marquée par un mysticisme certain, mélange de foi rasta et de christianisme ; le son de ses morceaux (dont le plus connu est Conquering Lion) est lourd et prophétique, aidé en cela par des mixes le plus souvent réalisés au studio de King Tubby par le maître des lieux. Il a aussi fait partie des grands producteurs pour les deejays ou certains chanteurs tels Michael Prophet ou Wayne Wade.

## Biographie

### Jeunesse
Ses parents sont de cultures différentes : son père pratique le culte junkanoo tandis que sa mère est chrétienne. Cette dernière l'envoie à l'âge de 7 ans dans une école religieuse, la Sunday School. À 11 ans, il quitte ses parents pour la rue ; désireux de liberté mais aussi déjà perturbé, il entendrait des voix. Qui plus est, c'est dans le ghetto de Waterhouse, à Kingston, quartier déshérité et gangréné par la violence, qu'il erre au gré de rencontres de personnes plus ou moins fréquentables. C'est aussi dans Waterhouse qu'il rencontre un fondeur d'aluminium, chez qui il se réfugie ; cet homme lui apprend la fonderie qu'il pratiquera durant plus de 10 ans. Il entraîne alors plusieurs Rastas rencontrés dans le bidonville de Back-O-Wall et leur apprend à son tour à fondre l'aluminium qu'ils récupèrent où ils peuvent. À cause de la chaleur lors de la fonte, il commence à avoir des problèmes pulmonaires, ce qui le mènera à l'hôpital quelques années plus tard. Il aura toujours une vision du mouvement rastafari singulière, mangeant I-tal mais refusant de considérer Hailé Sélassié comme personnage divin, mêlant christianisme et rasta.

### Carrière musicale
C'est vers 1967, lors d'une des premières répétitions des Sons of Negus au Studio One de Coxsone, qu'il intègre pour un temps le groupe, repéré par Lloyd Brevett, ancien contrebassiste des Skatalites. À l'issue d'une embrouille avec Brother Joe & The Rightful Brothers (groupe formé par Brother Joe et comprenant les futurs membres des Gladiators, Albert Griffiths et Clinton Fearon ainsi que ceux des Congos, Cedric Myton et Roydel Johnson), Vivian Jackson enregistre son premier titre : Hail The Children ; le single sort crédité avec un titre de Brother Joe en face A et le sien en face B mais aussi crédité Brother Joe duquel il se séparera peu après. En 1970, toujours au sein des Sons of Negus, il se fait remarquer lors du 7 O'Clock Show, une émission sur la Jamaican Broadcasting Company (JBC), la principale radio jamaïcaine. Pendant ce temps, il continue à fondre de l'aluminium pour vivre chichement, un séjour à l'hôpital l'obligera à arrêter pour un temps afin de préserver sa santé.
Peu après, il rencontre le batteur Leroy "Horsemouth" Wallace, le bassiste Aston "Familyman" Barrett et le guitariste Earl "Chinna" Smith. Fin 1971, ils enregistrent gratuitement au studio Dynamic le riddim qui servira à Conquering Lion, riddim amené à King Tubby qui en fait un mix pour son sound system : The Buckers, qui acquiert une certaine notoriété. Entre-temps, il est repassé par l'hôpital. Plusieurs essais ratés au studio de King Tubby et avec l'aide du groupe nommé Ralph Brothers (composé de Bobby Melody et Alrick Forbes préfigurant The Prophets), ils enregistrent Conquering Lion (ainsi que The man who does the work), premier succès de Yabby You, surnom tiré des paroles du titre en question ; ce titre sera repris par de nombreux artistes au nombre desquels Tommy McCook, Wayne Wade, les deejays Big Youth et Trinity. Il se brouille ensuite avec les deux musiciens mais l'argent que lui a rapporté Conquering Lion lui permet d'enregistrer de nouveaux titres dont Love of Jah avec Familyman à la basse et Leroy Sibbles des Heptones aux chœurs.
En 1973, c'est de l'amitié avec Familyman que Yabby You tire Love Thy Neighbour avec Bunny Wailer aux percussions, Carlton Barrett (frère de Familyman) à la batterie et Robbie Shakespeare. Ce titre donnera naissance au dub Distant drum et A distant dub.
Malgré sa brouille avec les Ralph Brothers, il fait appel à Alrick Forbes ainsi que Da Da Smith pour enregistrer Warn The Nation (aussi connu sous le nom Jah Love).
En 1974, il enregistre les riddims de Jah Vengeance et Run Come Rally avec Albert Griffiths et Clinton Fearon au studio Black Ark de Lee Scratch Perry, les Gladiators deviennent alors son backing band, qu'il utilisera aussi pour produire Michael Prophet.
En 1975, à la suite de sa rencontre avec le producteur Dennis Harris, il sort sur le label Micron son premier LP sous le nom de Conquering Lion en Jamaïque et de Ram-A-Dam en Angleterre. Dans le même temps, il a monté ses labels Vivian Jackson et Prophets sur lesquels il sort ses singles (Judgment Time, Babylon Kingdom Fall, Economical Crisis, Valley Of Jehosaphat ou Deliver Me From My Enemies, ce dernier titre est présent sur la bande originale du film Babylon sorti en 1980). Par ailleurs, il sort deux albums de dub (King Tubby's prophecies of dub pressé à 500 exemplaires et Prophecy of dub en 1976).
Il sort ensuite plusieurs LPs en collaboration avec King Tubby : Beware, Walls Of Jerusalem et Deliver me from my enemies. Il sortira enfin African Queen, en 1982, sur le label américain Clappers ainsi plusieurs dizaines de singles et des albums en collaboration avec Sly & Robbie, Michael Prophet et Scientist.
Yabby You est décédé dans la nuit du 12 au 13 janvier 2010, d'une rupture d'anévrisme intracrânien.

### Carrière de producteur
Yabby You a produit plusieurs deejays comme Big Youth (qui fera Yabby Youth sur le riddim de Conquering Lion), Tapper Zukie, Dillinger (qui vient se poser sur Jah Vengeance pour son titre Freshly), Trinity (plusieurs titres et un album, Shanty Town Determination), Jah Stitch (Strictly Rockers, Rock Man Soul et African Queen) ainsi que King Miguel (Forward on the track et Hotter flame), Ranking Magnum (Magnum Force et Beach Party sur On The Beach des Paragons), Prince Pampadoe (Crashie Skank, Jamaicain Girl et Dip Them Bedward).
Il produit aussi les chanteurs Wayne Wade (l'album Black is our color aka Fire Fire alors qu'il est encore adolescent puis le moins reconnu Dancing Time), Willi Williams, Tony Tuff, Michael Rose, Junior Brown, Errol Alphanso (Jah victory, titre après lequel ce dernier s'est fait assassiner), Dicky Burton (God is watching you, titre après lequel ce dernier mourut de maladie), Patrick Andy (pour des reprises d'Horace Andy), la chanteuse Cleopatra Williams (200 exemplaires de son single Beyond the hills), ou encore le groupe The Melodians (Stop your gang war). Chez King Tubby, il permet au jeune Pat Kelly d'enregistrer son premier single.
Il produit aussi Michael Prophet en qui il voit le successeur de Bob Marley[réf. nécessaire] avec qui il a commencé par une reprise des Heptones (Fight it to the top) et pour lequel il produira plusieurs albums.

### Sa vision de rasta
Vivian a toujours eu une étonnante conception du culte rasta, il se dit lui-même n'appartenir à aucune religion qu'il considère comme une perversité de l'homme (rasta n'étant pas une religion pour tous ses adeptes). Yabby pratique cependant sa croyance rasta avec beaucoup d'assiduité, mangeant ital, portant les dreadlocks, et parlant le patois rasta.
Il a souvent des paroles assez belliqueuses notamment pour les rastas considérant qu'il ne faut pas leur faire confiance ou allant même jusqu'à refuser d'enregistrer les artistes prononçant "Rastafari" dans leurs chanson. Jesus Dread a une particulière aversion pour Bob Marley qu'il connait bien et ne considère pas comme rasta, selon lui Bob se prétend rasta pour élargir sa popularité. La rebaptisation orthodoxe du défunt chanteur en Éthiopie est pour lui une preuve flagrante de son non-appartenance bien que le Negusä nägäst (empereur d'Éthiopie) soit la plus haute autorité religieuse terrestre de cette Église
Yabby ne considère pas Sélassié et Jésus comme des êtres suprêmes mais comme des hommes ayant vécu selon les préceptes divins. Il considère chaque être comme fils de Jah, un savant brassage de christianisme, rastafarisme et hindouisme.

## Discographie
- 1976 - King Tubby's prophecies of dub. Pressé à 500 exemplaires sans label en 1976, réédité par le label Blood And Fire en 1995. Contient les versions dub de Conquering Lion
- 1976 - Prophecy of dub. Mixé par Pat Kelly dans le studio de King Tubby sorti sur le label Prophet
- 1976 - Walls of Jerusalem (pressage jamaïcain sur Prophet) ou Chant Down Babylon Kingdom (pressage anglais sur Nationwide). Comprend les dubs en face B
- 1977 - Deliver me from my enemies. Sorti sur Prophet en Jamaïque et sur Grove en Angleterre
- 1978 - Beware. Sorti sur Grove en Angleterre et sur Jah Live en France avec une pochette de l'artiste Fluoman. Mixé par King Tubby et Prince Jammy
- 1978 - Beware dub. Dubs de l'albums précédents, mêmes labels
- 1979 - Yabby You Meets Sly & Robbie at the Mixing Lab Studio
- 1980 - Jah Jah Way. Pirate sorti sur Grove et Island vraisemblablement sans l'accord de Yabby You. Contient des titres de Trinity et Clint Eastwood
- 1981 - Yabby You and Michael Prophet Meet Scientist at Dub Station. Sorti sur Prophet
- 1982 - African Queen. Sorti sur le label américain Clappers, enregistré en 1980
- 1982 - Prophecy, feat. Michael Prophet & Wayne Wade. Sorti sur WLN
- 1982 - Time to remember. King Tubby et Yabby You
- 1982 - Yabby U Meets Sly & Robbie along with Tommy McCook. Sorti sur Jet Star
- 1983 - One love, one heart. Sorti sur Shanachie puis sur Greensleeves en 1984
- 1984 - The Yabby You Collection. Compilation sortie sur Greensleeves, titres enregistrés dans les années 1970
- 1985 - Fleeing from the city. Sorti sur Shanachie
- 1992 - Chant Down Babylon Kingdom : King Tubby at his best. Sorti sur YVJ
- 1993 - Meets Mad Professor and Black Steel. Sorti sur Ariwa
- 1997 - Jesus Dread, 1972-1977. Compilation sortie sur Blood And Fire
- 1997 - Jah will be done. Sorti sur Prophet
- 2002 - Dub it to the top 1976-1979. Compilation sortie sur Blood And Fire
- 2012 - Deeper Roots: Dub Plates and Rarities 1976-1978. Compilation sortie sur Pressure Sounds
- 2014 - Deeper Roots Part 2. Compilation sortie sur Pressure Sounds
- 2015 - Dread Prophecy (3 cd). Compilation sortie sur Shanachie
- Dates de sorties inconnues
  - Meets Trinity at Station
  - Meets Tommy McCook in dub. Sorti sur Peacemaker
  - Meets Michael Prophet in dub, 1979-1981
  - Yabby You Presents King Tubby's Boom Sounds Vol 4. Enregistré entre 1979 et 1983
  - Hits Of The Past Vol. 2